# Cixius decoris
Cixius decoris är en insektsart som beskrevs av Valdes Ragues 1910. Cixius decoris ingår i släktet Cixius och familjen kilstritar.
Artens utbredningsområde är Kuba. Inga underarter finns listade i Catalogue of Life.